# Château de Roussillon
Le château de Roussillon est un château de plaisance, reconstruit en 1552 dans un style Renaissance, qui se dresse sur la commune de Roussillon dans le département de l'Isère en région Auvergne-Rhône-Alpes. Cet édifice est le seul château de style Renaissance du département. Depuis 1872, et après de nombreuses rénovations, le château abrite l'hôtel de ville de la commune. Plus récemment, l'office du tourisme de Roussillon s'est aussi fait une place au rez-de-chaussée dans l'aile ouest de cette bâtisse. De nos jours tout le château se visite. Il est ainsi possible de découvrir les appartements du cardinal situés au deuxième étage du château neuf.
Les façades et toitures, l'aile ouest en totalité, l'ensemble des intérieurs du deuxième étage et l'escalier à mur noyau ajouré du corps central font l’objet d’un classement au titre des monuments historiques par arrêté du 14 novembre 1997. Le rez-de-chaussée et le premier étage, à l'exception des parties classées font l’objet d’une inscription partielle au titre des monuments historiques par arrêté du 14 novembre 1997.

## Situation
Le château de Roussillon est situé dans le département français de l'Isère sur la commune de Roussillon. Le château est construit au cœur de cette ville de 8 000 habitants.

## Historique
Le cardinal François de Tournon, ministre de François Ier, haut dignitaire ecclésiastique, amateur d’art et de culture italienne a hérité du comté de Roussillon en 1532. Il a acheté en 1547 une maison forte et plusieurs maisons voisines pour y édifier son château qu’il veut novateur. C'est en 1548 et sous la demande du cardinal que commence la construction. Construit probablement par l'architecte Jean Vallet sur des plans a priori donnés par l'architecte italien Sebastiano Serlio, le château adopte une architecture de type Renaissance italienne du XVIe siècle. On trouve inscrit dans le bâtiment les dates de 1548, 1549, 1553 et 1558, ce qui permet de définir les principales étapes de la construction.
Le comté de Tournon avec le château ont été donnés par le cardinal de Tournon à son neveu Just de Tournon en 1548 mais il s'en est réservé l'usufruit. Le cardinal a ét nommé archevêque de Lyon en 1551. Il a fait un séjour de convalescence prolongé au château en 1552-1553.
En 1559, Just de Tournon a accueilli au château le cortège de Michel de L'Hospital qui accompagnait la princesse Marguerite de France dans le duché de Savoie.
Le château classé monument historique, présente des caractères architecturaux uniques dans la vallée du Rhône : façades de style florentin, escalier à balustres, plafond à la fougère, mur ajouré et grotesque du XVIe siècle.
En 1564, Catherine de Médicis, en voyage pour présenter le royaume à son fils Charles IX, séjourne chez le neveu du cardinal de Tournon. C'est au château qu'elle modifie le projet du texte qui doit être présenté au parlement et nait le 9 août 1564 l'Édit de Roussillon.
Au cours des siècles, le château fut la possession de Marguerite de Montmorency, duchesse de Ventadour, de François-Alphonse de Clermont Chaste et de Marie-Louis Caillebot de la Salle qui meurt à Constance en 1796 pendant la Révolution. Le château est alors vendu comme bien national. Son gendre, le comte du Parc, le rachète pour le revendre en 1805 au sieur Albert qui le cède à la commune de Roussillon en 1868.
La légende veut aussi que Shakespeare y aurait séjourné et s'en inspira pour son Tout est bien qui finit bien.

## Description
Cette grande construction a la forme d'un U comprenant trois parties distinctes : au centre, l'ancienne maison forte, à l'est le château neuf qui lui a été accolé, et enfin, l'aile ouest toute en longueur (8 m sur 51 m).
Cette aile est reliée à la maison forte par un pont couvert, qui rappelle les ponts florentins reliant les palais de la capitale toscane.

### Le "château neuf"
C'est une imposante villa à l'italienne sans fortifications de 20 m sur 28 m.

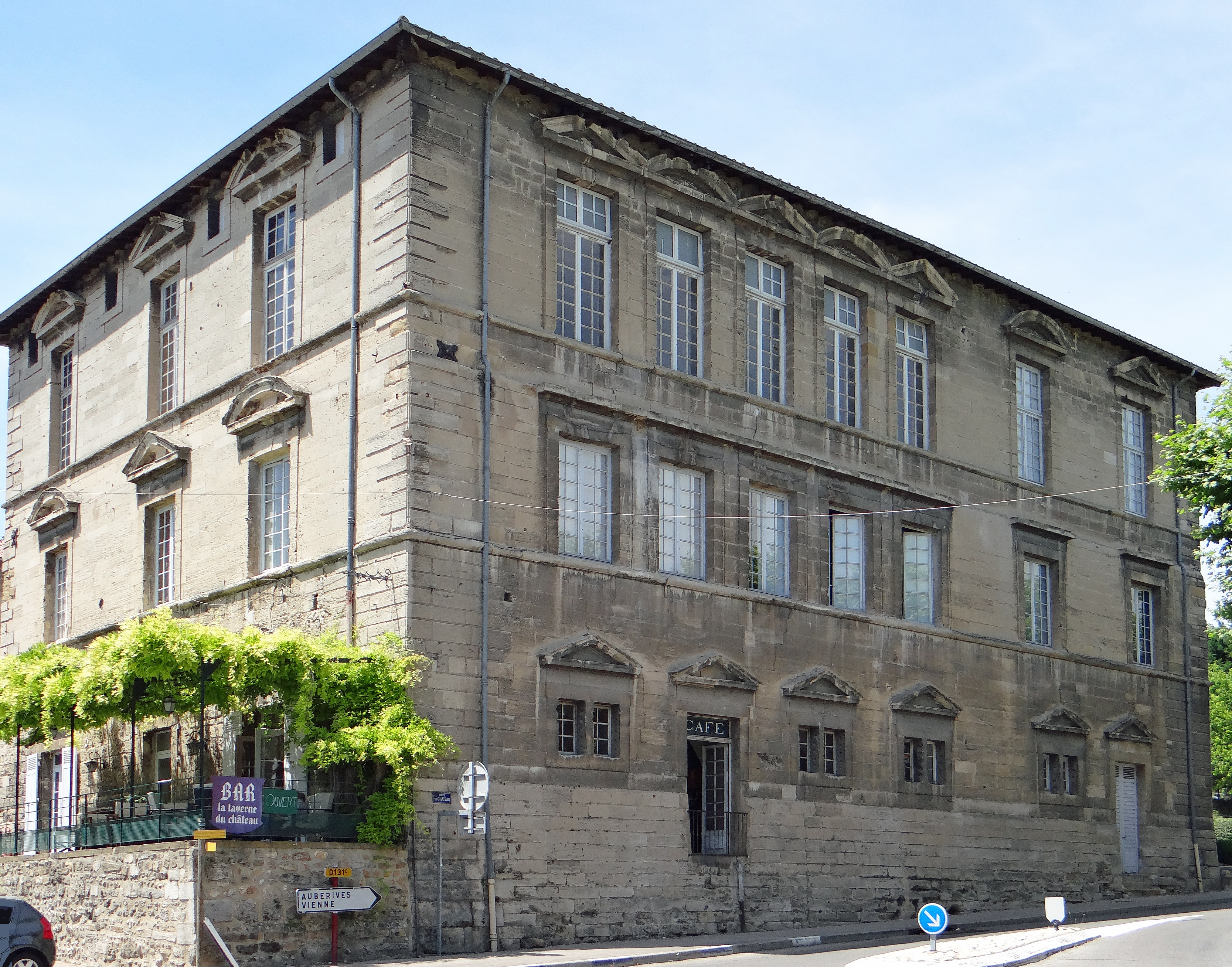
Le château neuf
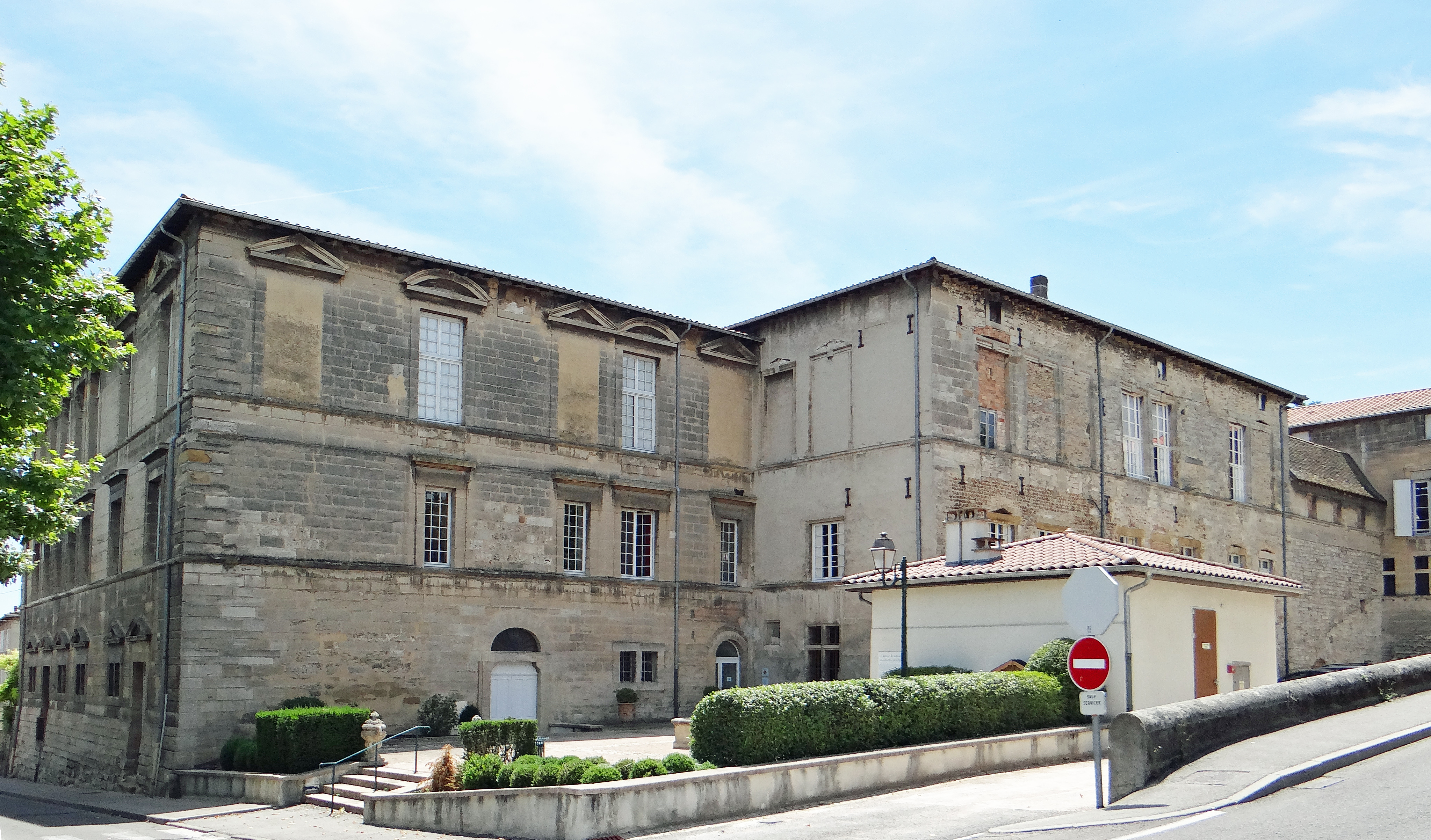
La façade nord
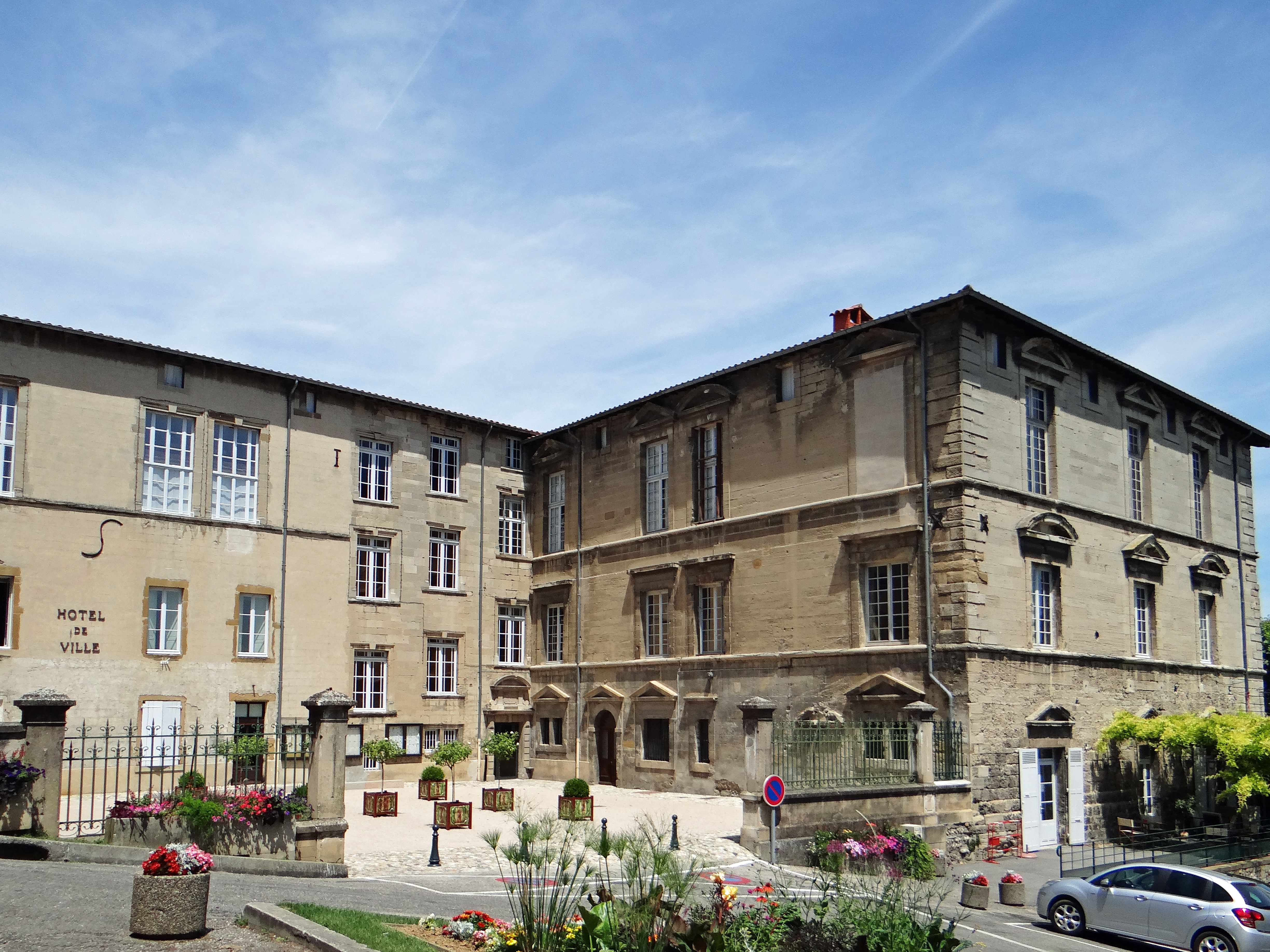
Le château neuf et la maison forte vus de la Place de l'Édit

### L'aile ouest
Le château était autrefois cerné d'un jardin en terrasse de vergers et de vignes.
Des éléments médiévaux subsistent l'ancienne tour de la Gendarmerie et une courtine percée d'une porte en tiers-point.

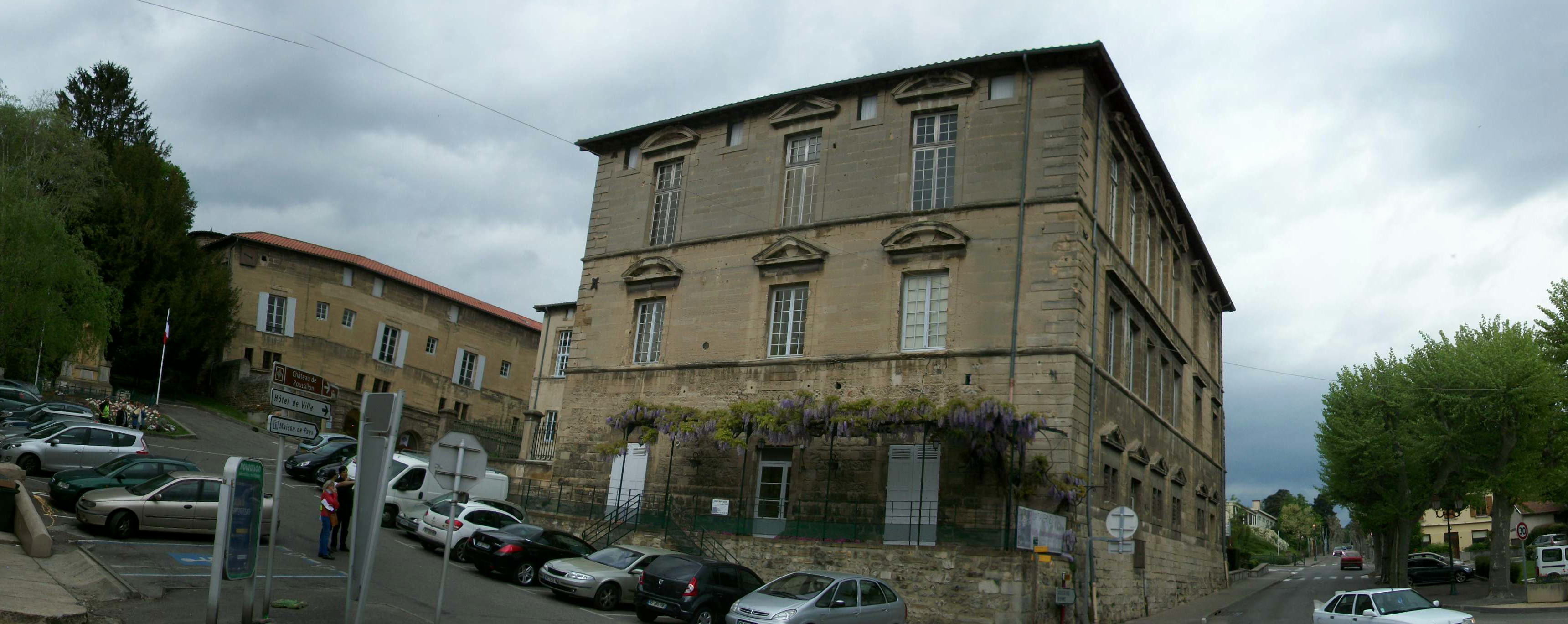
Le château et la place de l'Édit (angle sud-est)
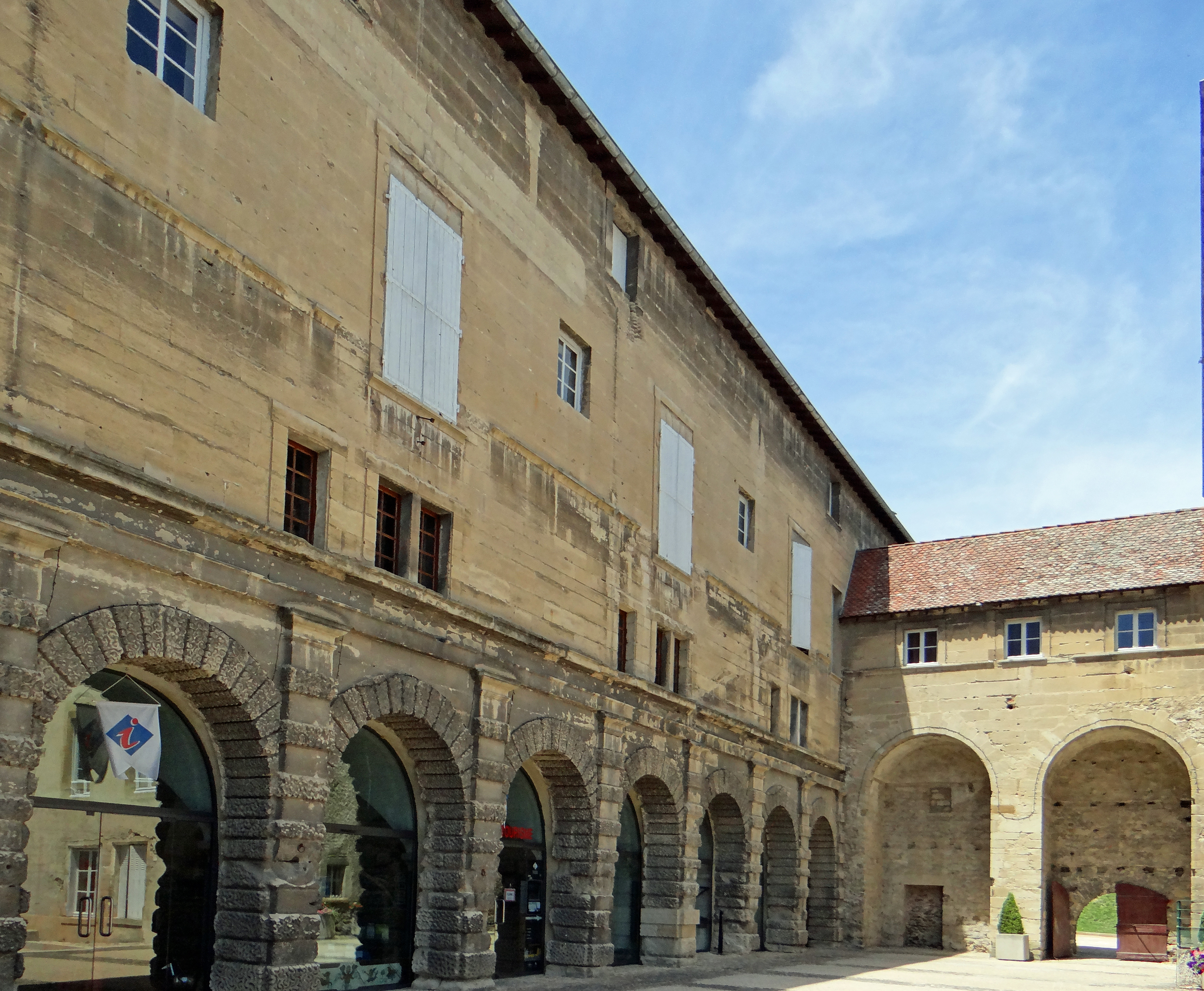
L'aile ouest et le pont faisant la liaison avec le bâtiment principal
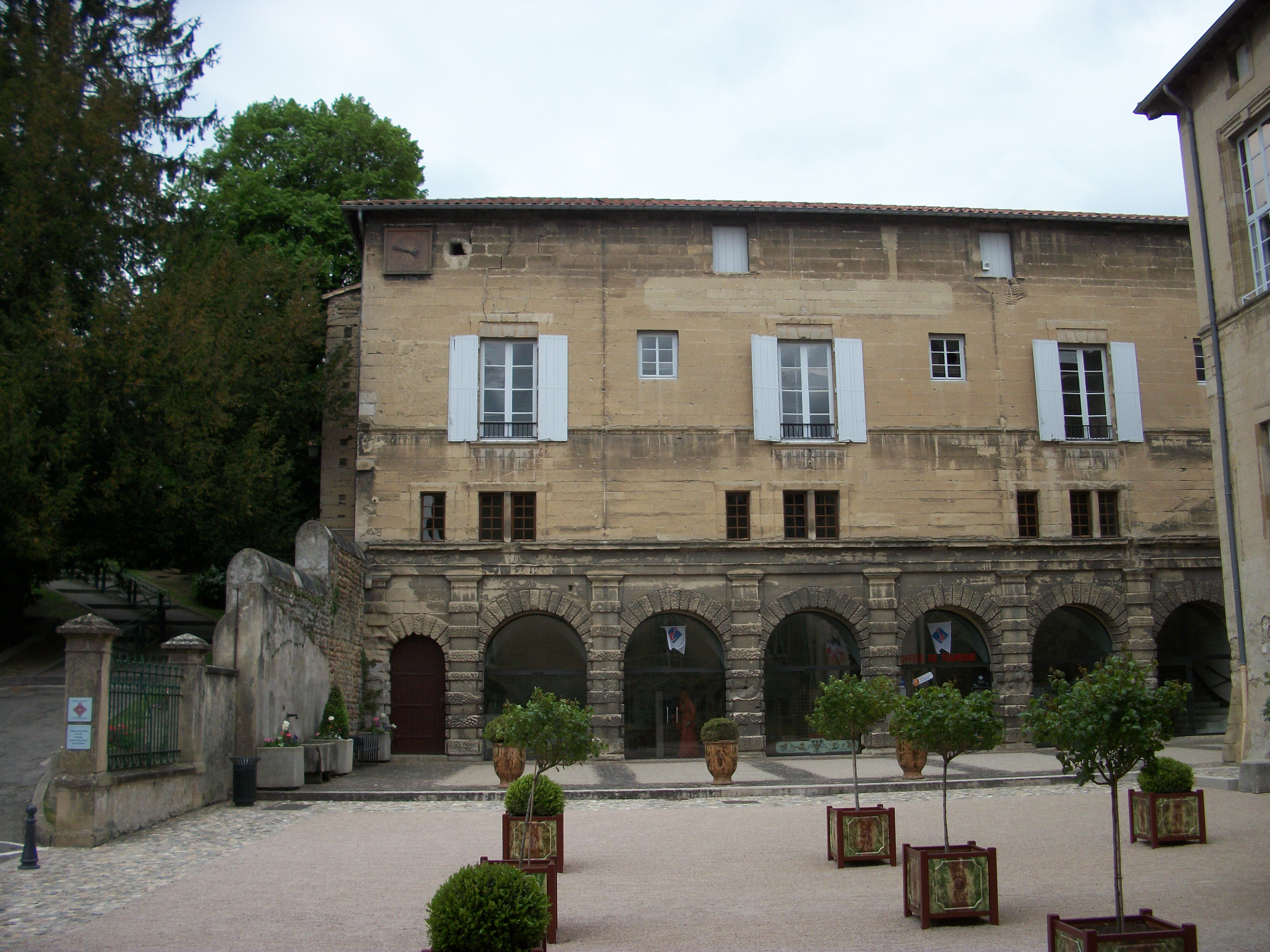
La partie sud de l'aile ouest